# Палич, Герхард
Герхард Арно Макс Палич (нем. Gerhard Arno Max Palitzsch; 17 июня 1913, Гроссопиц, Тарандт, Германская империя — 7 декабря 1944, под Будапештом) — гауптшарфюрер СС, рапортфюрер концлагеря Освенцим.

## Биография
Герхард Палич родился 17 июня 1913 года в семье помещика. После окончания народной школы посещал сельскохозяйственную школу и работал до 1934 года работал в поместье своей семьи.
1 мая 1933 года вступил в НСДАП (билет № 1965727) и СС (№ 79466). В 1934 году поступил в зондеркоманду СС «Саксония». С августа 1934 года служил в охране концлагеря Лихтенбург. В июле 1937 года был переведён в отряды СС «Мёртвая голова» в Ораниенбурге. В штабе комендатуры концлагеря Заксенхаузен стал блокфюрером и впоследствии рапортфюрером
и начальником службы труда. Политзаключенный Рудольф Вундерлих позже рассказывал, как после прибытия в Заксенхаузен в марте 1939 года он был принят Паличем с помощью популярных в то время ударов руками по гортани. Согласно показаниям заключенных, Палич часто избивал заключенных, которым приходилось целый день как «конькобежцы» маршировать вокруг площади переклички.
Как начальник службы труда Палич организовал холодную перекличку 18 января 1940 года, которая означала смерть для более чем 100 заключенных: заключенные, не принадлежавшие ни к одному рабочему отряду, по приказу Рудольфа Хёсса должны были весь день стоять на площади переклички на морозе. Палич отказался поместить хотя бы часть заключенных в рабочую команду на день. Согласно отчету лагерного старосты Гарри Науйокса, Палич прошел по рядам тех, кто выстроился во время мучительной переклички, и спросил их имена и профессии.
20 мая 1940 года из концлагеря Заксенхаузен прибыл вместе с 20 заключёнными уголовниками в концлагерь Освенцим. Эти «проверенные» заключенные, с номерами от 1 до 30, позже стали капо в Освенциме.
Этот инцидент также упоминается в записях коменданта лагеря Рудольфа Хёсса:
[...] Рапортфюрер должен был отобрать 30 политических заключенных, которых Главное управление имперской безопасности (РСХА) не освободило из Освенцима, из представителей всех профессий. Он привез, по его убеждению, 30 лучших из тех, кто был доступен в Заксенхаузене. Десять из них не подходили ни для моих желаний, ни для моих намерений. Палич выбирал заключенных в соответствии со своим собственным мнением, как он представлял себе обращение с заключенными, как он привык к этому, как он научился этому. По своей предрасположенности, он не мог поступить иначе.
Изначально Палич был в Освенциме рапортфюрером. Он приветствовал вновь прибывших в Освенцим следующим образом:
У нас, немцев, нет жалости к врагам Третьего рейха, как и у вас. С радостью мы погоним вас всех по трубам крематориев. Забудьте о своих женах, детях и семьях. Здесь вы умрете как собаки.
Как рапортфюрер он занимал влиятельное положение в иерархии системы концентрационных лагерей под началом коменданта. Так называемые отчеты о наказаниях и отчеты о количестве питания всегда отправлялись прямо к нему. Он тесно сотрудничал с политическим отделом концлагеря. В своих записях Хёсс несколько раз подчеркивал, как усилия Палича и других людей повлияли на жестокость, которая присутствовала в лагере.
11 ноября 1941 года перед «чёрной стеной» Паличем впервые был применен метод индивидуального расстрела заключенных из мелкокалиберной винтовки (выстрел в шею):
Механически палач каждый раз перезаряжает свой пистолет и совершает казнь за казнью. Если возникает задержка, он опускает пистолет, насвистывает песенку или разговаривает с прохожими на абсолютно безразличные темы. Таким циничным отношением он хочет показать, как мало его волнует убийство этих паразитов и насколько он крут. Он гордится тем, что без зазрения совести убивает этих невинных людей. Если человек не держит голову, он упирает дуло пистолета ему в шею и прижимает его лицом к стене.
Заключенный Витольд Пилецкий в своем отчете, написанном летом 1945 года, описал следующее:
Там было свободное пространство между блоками 12 и 13. С восточной стороны он был закрыт стеной между двумя кварталами, так называемой стеной плача. Западная сторона также была перекрыта стеной с проходом, который служил ширмой. Осужденный проходил через проход сначала живым, а затем снова в виде трупа, покрытого кровью. Если вы проходили рядом, то часто пахло как на скотобойне. [...]
Согласно показаниям бывшего эсесовца Иоганна Беккера, Палич однажды пожаловался на бойне, «что коровы забиваются там заключенными слишком грубо».
Палич был одним из эсесовцев, которые также брались за расстрел заключенных по собственной инициативе и без приказа свыше. Таким образом, расстрел нескольких польских офицеров, прибывших в лагерь с транспортом 15 августа 1940 года, можно отнести к Паличу. Причиной их убийства, согласно более позднему обвинительному заключению против рапортфюрера, был их отказ целовать его сапоги.
Палич считается одним из главных участников первых попыток массового убийства заключенных с помощью циклона Б. В начале сентября 1941 года при участии Карла Фрича и Палича в блоке № 11 главного лагеря была проведена первая массовая казнь, в ходе которой около 900 советских комиссаров и отобранных больных заключенных были убиты циклоном Б. Первая массовая казнь была проведена в блоке № 11 главного лагеря. В качестве рапортфюрера он впоследствии также руководил процессом уничтожения еврейских заключенных, а с 1942 года также работал в мужском лагере в Биркенау. После создания цыганского лагеря Палич стал его руководителем в июне 1943 года.
Заключенный Ян Вольный стал свидетелем еще одной казни, проведенной Палитчем и другими:
[...] Сильнее всего я пережил момент, когда две женщины и девочка начали плакать и умолять оставить им жизнь. Тогда Палич подошел к ним, оглушил одну из женщин ударом пистолета по голове и оттащил ее на насыпь. [...] Богнер и Палич дали приказ стрелкам, они поднесли ствол пистолета к уху и нажали на курок. Они выполняли эту работу очень охотно, у них были улыбающиеся лица, и когда они возвращались с насыпи, создавалось впечатление, что они пришли с удачной охоты. В тот день было расстреляно 30 человек польской национальности.
Еще один рассказ о расстреле гауптшарфюрером СС был у бывшего заключенного Францишека Гульбы:
[...] Казнь осуществлял рапортфюрер Палич. В перерывах, пока не приводили следующую группу, он перекидывал малокалиберную винтовку через плечо, прогуливался по двору и спокойно курил сигареты. [...] Наконец, привели женщину с ребенком [...] Палич сначала застрелил мать. Когда она упала на землю, ребенок бросился на лежащий на земле труп, плача и крича „Мама! Мама!” Палич выстрелил в девочку, но, очевидно, промахнулся, потому что ребенок продолжал обнимать труп матери и трясти ее. [...] Такие казни мы видели почти ежедневно.
Несмотря на то, что администрация концлагерей знала о наказаниях за произвольное убийство заключенных, они применялись лишь очень избирательно. Палич пользовался личной защитой начальника лагеря. Таким образом, он стал главным исполнителем смертных приговоров. Говорят, что в присутствии заключенного он заявил, что лично расстрелял 25 000 человек.
После того как жена Палич заболела во время эпидемии тифа летом 1942 года, она умерла 4 ноября от этой болезни. Служанка узнала о ее смерти от самого Палича, который в тот же вечер пришел домой и со слезами на глазах рассказал детям о судьбе матери и также описывала чрезмерное пьянство вдовца с этого момента.
После смерти жены Палич все больше пристрастился к алкоголю и завел несколько романов, в том числе с женщинами-заключенными. В цыганском лагере он был пойман на месте преступления с женщиной-заключенной Верой Луканс. В связи с расследованиями о воровстве и коррупции, а также «расовом осквернении», Палич был арестован и недолго содержался в главном лагере концентрационного лагеря Освенцим в бункере блока 11 вместе с заключенными концлагеря. Поляк, также находившийся в заключении, как и Отто Кюзель, позже рассказывал, что Палич был совершенно другим человеком в заключении и использовал обычное «ты» среди заключенных как нечто само собой разумеющееся. 1 октября 1943 года был переведен в качестве начальника лагеря в подлагерь Брюнн концлагеря Аушвиц III Моновиц. В Брюнне его задачей было создание местной технической академии СС и полиции. Через месяц после перевода он был снова арестован из-за своих действий (обвинен в «расовом осквернении» и обогащении за счет ценных бумаг), переведен в тюремный лагерь СС Данциг-Мацкау и приговорен судом СС и полиции к нескольким годам заключения из-за своих действий. Впоследствии был помилован и исключен из рядов СС в июне 1944 года. Палич понижен в звании и отправлен в штрафное подразделение.
7 декабря 1944 года Палич погиб в бою в Венгрии во время битвы за Будапешт.